# 鄭榮植
鄭榮植（韓語：정영식，1992年1月20日—），韓國男子乒乓球运动员。 右手横板两面反胶弧圈球打法。由於眼睛特別大，因此被球迷、媒體稱之為「大眼歐巴」。

## 運動生涯
鄭榮植五歲開始打球。
2010年11月，鄭榮植代表韓國出戰廣州亞運會，參加乒乓球比賽的男子雙打（夥拍：金珉錫）及團體項目，在奪得一銀一銅。
2014年鄭榮植由於在國內的亞運選拔賽上最終僅獲得第六名，無緣參加2014年亞州運動會，讓他一度喪失信心。
2015年六月鄭榮植在澳大利亞公開賽中得到男單冠軍，這是他生涯首作公開賽的冠軍。同年七月在韓國公開賽中，鄭榮植以4-1(11:6、11:7、12:10、11:4)擊敗韓國名將朱世赫奪下男單冠軍，又和金珉錫拿下男雙冠軍，成為雙冠王。 
2016年，鄭榮植成功取得2016年夏季奧林匹克運動會的參賽門票，在男子單打1/8決賽中，鄭榮植剛開始連勝2局該屆賽事金牌的中國選手馬龍 ，但最候遭到馬龍逆轉，但後來以2比4負於馬龍，無緣晉級八強，不過鄭榮植在比賽過程中發揮出色而打開知名度。
2017年二月鄭榮植排名上升至第七，創下個人的最佳排名。但隨後在訓練中手腕受傷,放棄了很多比賽,排名也逐漸下滑。
2018年世界乒乓球團體錦標賽男子團體八強賽中，韓國對日本比賽中鄭榮植發揮出色，第二局以3-2戰勝日本選手张本智和，隨後在第四局以3-0擊敗日本名將水谷隼幫助南韓隊晉級準決賽 。但在準決賽中南韓不敵德國，最終獲得銅牌。同年八月，鄭榮植睽違八年參加2018年亞洲運動會乒乓球比賽男子單打和男子團體的比賽，在團體項目獲得銀牌，但在個人賽事中表現不佳，在八分之一决赛以三比四負於世界排名第78位的伊朗选手诺沙德·阿拉米安。

## 歷年成績
- 2010卡塔尔公开赛U21男单冠军
- 2010亚运会男双季军
- 2011世锦赛男双季军
- 2012亚锦赛男双亚军
- 2013波兰公开赛男双冠军
- 2015澳大利亚公开赛男单冠军
- 2015韩国公开赛男单、男双冠军
- 2015世大运男双季军
- 2015亚锦赛男双亚军
- 2016巡回赛总决赛男双冠军
- 2017世锦赛男双季军
- 2017德国公开赛男双冠军
- 2018年国际乒联日本公开赛男双冠軍
- 2019澳大利亚公开赛男雙冠军

## 外部連結
- 鄭榮植的Instagram帳戶
- 郑荣植jungyoungsik的新浪微博